# Mímisbrunnr

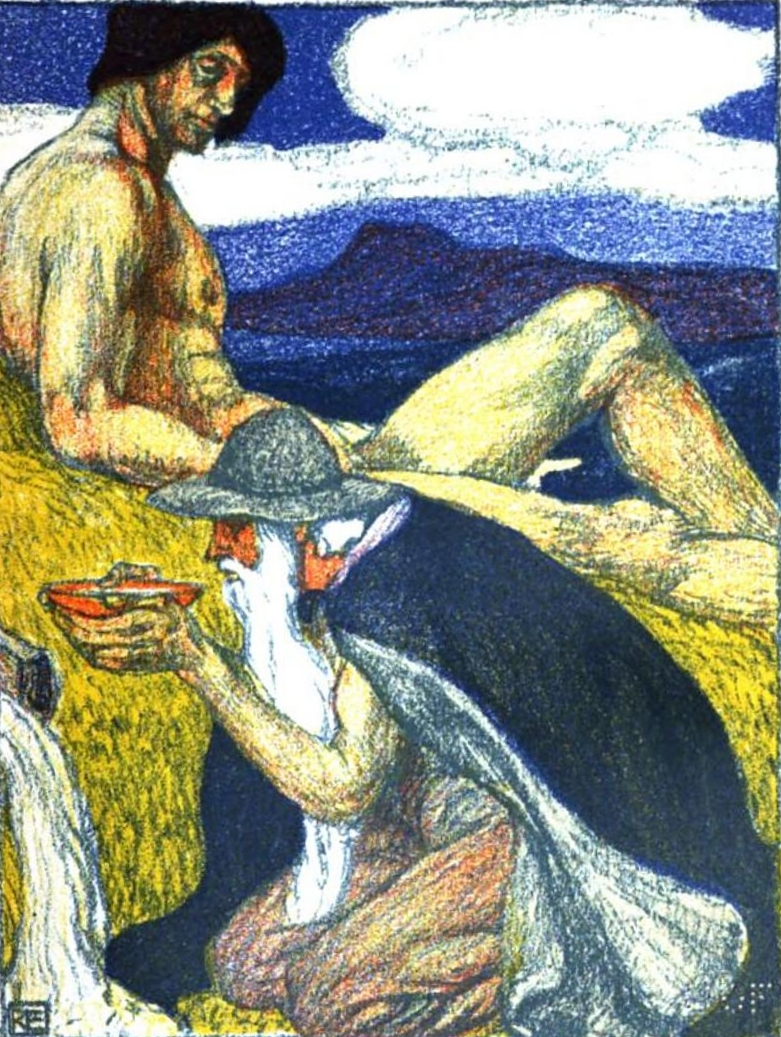
Odin beu del pou de Mímir mentre Mímir l'observa (1903), una obra de Robert Engels

En la mitologia nòrdica, Mímisbrunnr (en nòrdic antic 'pou de Mímir') és un pou relacionat amb el déu Mímir, situat sota l'arbre del món Yggdrasil. Mímisbrunnr està documentat a l'Edda poètica, compilada al segle xiii a partir de fonts tradicionals anteriors, i a l'Edda prosaica, escrita al segle xiii per Snorri Sturluson. Les dues fonts relaten que el déu Odin un cop col·locà un dels seus ulls al pou. L'Edda prosaica detalla que també es troba sota una de les tres arrels de l'arbre del món Yggdrasil, una arrel que arriba fins a Jötunheimr, on va existir el pla primordial de Ginnungagap. A més a més, relata que l'aigua del pou conté molta saviesa, i que el sacrifici de l'ull d'Odin al pou va ser a canvi d'una copa d'aquesta.

## Els documents

### Edda poètica

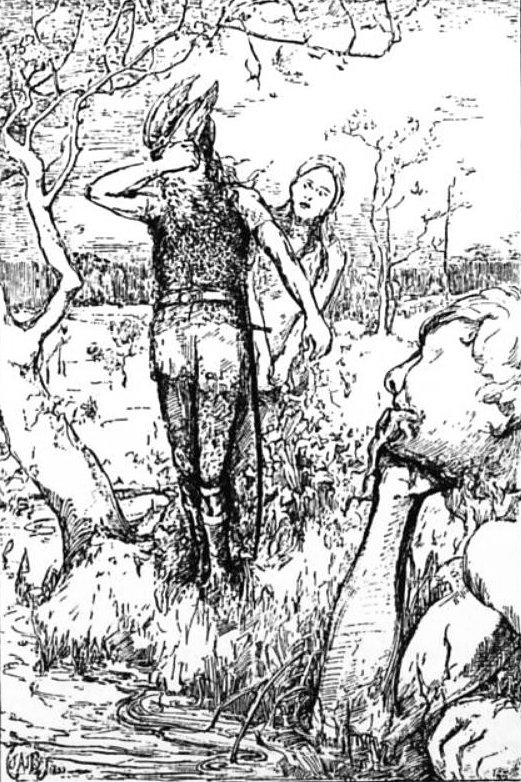
Odin a la deu de Mímir (1893), per John Angell James Brindley

En el poema de l'Edda poètica, Völuspá, la völva relata a Odin que ella sap que Odin un cop col·locà un dels seus ulls al Mímisbrunnr com a pregària i que Mímir beu del pou cada matí;

| Traducció de Benjamin Thorpe: "Per què hauries de preguntar-me? Per què em temptes? Odin! Ho sé tot, On el teu ull s'enfonsà, Al pou pur de Mímir. Cada matí Mímir beu de aiguamel De la pregària de l'Alt Pare | Traducció de Henry Adams Bellows: Ho sé, on està amagat l'ull d'Othin, En les profunditats del famós pou de Mimir; Brolla aiguamel de l'ull d'Othin cada matí I encara sé més: La beu Mímir. |  |

L'estrofa anterior està absent de l'Hauksbók, versió manuscrita del poema. A la resta del poema, la völva esmenta un escenari en què s'escolta el corn del déu Heimdallr:

| Traducció de Benjamin Thorpe: Ella sap on el Gjallar de Heimdall s'amaga A sota del cel brillant de l'arbre sagrat. Un riu es veu fluir, amb la caiguda d'escuma, De la pregària de l'Alt Pare. Ho compreneu ja, o què? | Traducció Henry Adams Bellows: Sé on Heimdall ha amagat la seva banya, Sota l'arbre sagrat d'alt abast; S'hi aboca des de la pregària del Granpare Un poderós corrent: Encara vols saber més? | Traducció de Carolyne Larrington: Ella sap que el corn d'Heimdall s'oculta Sota l'arbre sagrat radiant; Veu, càntirs, el torrent fangós Des de la pregària del pare dels morts s'aboca Un poderós torrent: Ho he entens ja? |

L'acadèmic Paul Schach comenta que les estrofes d'aquesta secció del Voluspa són "molt misterioses i fosques, ja que potser tenien la intenció de ser-ho". Detalla Schach que Heimdallar hljóð ha despertat molta especulació. Snorri sembla haver confós aquesta paraula amb gjallarhorn, però no hi ha cap altre document en què aparegui l'ús d'hljóð en el sentit de 'banya' en islandès. Diversos estudiosos l'han traduït com 'escoltar' en lloc de 'banya'.
L'acadèmica Carolyne Larrington comenta que escoltar en lloc de banya s'entén que aparegui en aquesta estrofa, l'estrofa indica que Heimdall, com Odin, ha deixat una part del cos al pou, una de les seves orelles. Larrington diu que "Odin intercanvia un dels ulls per la saviesa de Mimir, guardià del bé, mentre Heimdall sembla haver perdut la seva oïda."

### Edda prosaica
En el capítol 15 de l'Edda prosaica, al llibre Gylfaginning, la figura entronitzada de l'Alt parla a Gangleri (descrit com a rei Gylfi disfressat) sobre Yggdrasil. L'Alt detalla que Yggdrasil té tres arrels. Una d'aquestes arrels arriba fins a l'espai primordial de Ginnungagap, on ara existeix la gelada terra dels jötnar. L'Alt explica que per sota d'aquesta arrel hi ha el Mímisbrunnr i que el pou conté "la saviesa i la intel·ligència" i "el mestre del pou s'anomena Mimir. Ell és ple de coneixements, ja que beu del pou amb el corn Gjallarhorn. Odin va ser allà i li va demanar de beure al pou, però no ho va obtenir fins que va posar-hi el seu ull en penyora". Després de la seva explicació, l'Alt cita l'estrofa que implica Odin i el pou de la Völuspá.